# أيدان أوسوليفان
أيدان أوسوليفان (بالإنجليزية: Aidan O'Sullivan)‏ هو لاعب كرة القدم الغالية أيرلندي، ولد في 1987 في Cahersiveen ‏ في جمهورية أيرلندا.